# Campeonato Asiático de Voleibol Masculino Sub-20 de 2022
O Campeonato Asiático de Voleibol Masculino Sub-20 de 2022 foi a 21ª edição deste torneio bienal organizado pela Confederação Asiática de Voleibol (AVC) em parceria com a Associação Barenita de Voleibol (BVA). A competição ocorreu entre os dias 22 e 29 de agosto, na cidade de Rifa, Barém.
A seleção do Irã conquistou seu sétimo título continental ao vencer a seleção indiana por 3 sets a 1, e ambas garantiram vagas para o Campeonato Mundial Sub-21 de 2023. Na disputa pelo terceiro lugar, a seleção tailandesa foi superada pela equipe sul-coreana em 3 sets a 0. O oposto iraniano Amir Mohammad Golzadeh foi eleito o melhor jogador da competição.

## Equipes participantes
As seguintes seleções foram qualificadas a disputar o Campeonato Asiático Sub-20 de 2022.
| Grupo | Equipe                 | Última aparição |
| ----- | ---------------------- | --------------- |
| A     | Arábia Saudita         | 2018            |
| A     | Bahrein                | 2018            |
| A     | Hong Kong              | 2018            |
| B     | Índia                  | 2018            |
| B     | Irã                    | 2018            |
| B     | Japão                  | 2018            |
| C     | Catar                  | 2018            |
| C     | Coreia do Sul          | 2018            |
| C     | Kuwait                 | 2018            |
| D     | Cazaquistão            | 2018            |
| D     | Emirados Árabes Unidos | 2018            |
| D     | Tailândia              | 2018            |
| E     | Austrália              | 2018            |
| E     | Bangladesh             | 1986            |
| E     | Iraque                 | 2018            |
| F     | China                  | 2018            |
| F     | Taipé Chinês           | 2018            |
| F     | Paquistão              | 2018            |

## Local das partidas
| Rifa, Bahrein        |
| Isa Sports City Hall |
| -------------------- |
| Capacidade: 7 000    |

## Formato da disputa
As 17 equipes foram dividas em 6 grupos, jogando todas entre si em seus grupos na fase classificatória. As duas melhores equipes de cada grupo avançaram para a rodada de classificação do 1º ao 12º lugares. As equipes com as piores colocação se classificaram para a disputa do 13º ao 18º lugares.
Na fase final, foi feito um sorteio para determinar a melhor equipe do adversário de cada grupo. O vencedor avançou para as quartas de final. A melhor equipe do Grupo A e do Grupo B e seus oponentes entraram diretamente nas quartas de final. As equipes que se enfrentaram na fase classificatória não jogaram novamente na rodada de classificação. As equipes perdedoras na fase final foram submetidas a uma partida de classificação para determinar a classificação final.

### Critérios de desempate
1. Número de vitórias
2. Número de pontos
3. Razão dos sets
4. Razão dos pontos
5. Resultado da última partida entre os times empatados

Partidas terminadas em 3–0 ou 3–1: 3 pontos para o vencedor, 0 pontos para o perdedor;

Partidas terminadas em 3–2: 2 pontos para o vencedor, 1 ponto para o perdedor.

## Fase classificatória
- Todas as partidas seguiram o horário local (UTC+3).

|  | Qualificado para as quartas de final             |
|  | Qualificado para a disputa do 1º ao 12º lugares  |
|  | Qualificado para a disputa do 13º ao 16º lugares |
|  | Qualificado para a disputa do 13º ao 17º lugares |

### Grupo A
|     |                |     | Jogos | Jogos | Jogos | Resultados | Resultados | Resultados | Resultados | Resultados | Resultados | Sets | Sets | Sets  | Pontos | Pontos | Pontos |
| Pos | Equipe         | Pts | T     | V     | D     | 3–0        | 3–1        | 3–2        | 2–3        | 1–3        | 0–3        | V    | P    | R     | V      | P      | R      |
| --- | -------------- | --- | ----- | ----- | ----- | ---------- | ---------- | ---------- | ---------- | ---------- | ---------- | ---- | ---- | ----- | ------ | ------ | ------ |
| 1   | Bahrein        | 6   | 2     | 2     | 0     | 1          | 1          | 0          | 0          | 0          | 0          | 6    | 1    | 6,000 | 168    | 142    | 1.183  |
| 2   | Arábia Saudita | 3   | 2     | 1     | 1     | 0          | 1          | 0          | 0          | 1          | 0          | 4    | 4    | 1,000 | 187    | 181    | 1.033  |
| 3   | Hong Kong      | 0   | 2     | 0     | 2     | 0          | 0          | 0          | 0          | 1          | 1          | 1    | 6    | 0.167 | 138    | 170    | 0.812  |

| Data   | Hora  |           | Placar |                | Set 1 | Set 2 | Set 3 | Set 4 | Set 5 | Total | Relatório |
| ------ | ----- | --------- | ------ | -------------- | ----- | ----- | ----- | ----- | ----- | ----- | --------- |
| 22 ago | 19:00 | Hong Kong | 1–3    | Arábia Saudita | 21–25 | 25–20 | 23–25 | 19–25 |       | 88–95 | Relatório |
| 23 ago | 19:00 | Bahrein   | 3–0    | Hong Kong      | 25–16 | 25–18 | 25–16 |       |       | 75–50 | Relatório |
| 24 ago | 19:00 | Bahrein   | 3–1    | Arábia Saudita | 16–25 | 27–25 | 25–22 | 25–20 |       | 93–92 | Relatório |

### Grupo B
|     |        |     | Jogos | Jogos | Jogos | Resultados | Resultados | Resultados | Resultados | Resultados | Resultados | Sets | Sets | Sets  | Pontos | Pontos | Pontos |
| Pos | Equipe | Pts | T     | V     | D     | 3–0        | 3–1        | 3–2        | 2–3        | 1–3        | 0–3        | V    | P    | R     | V      | P      | R      |
| --- | ------ | --- | ----- | ----- | ----- | ---------- | ---------- | ---------- | ---------- | ---------- | ---------- | ---- | ---- | ----- | ------ | ------ | ------ |
| 1   | Irã    | 5   | 2     | 2     | 0     | 1          | 0          | 1          | 0          | 0          | 0          | 6    | 2    | 3,000 | 188    | 154    | 1.221  |
| 2   | Índia  | 3   | 2     | 1     | 1     | 0          | 1          | 0          | 0          | 0          | 1          | 3    | 4    | 0.750 | 143    | 163    | 0.877  |
| 3   | Japão  | 1   | 2     | 0     | 2     | 0          | 0          | 0          | 1          | 1          | 0          | 3    | 6    | 0.500 | 193    | 207    | 0.932  |

| Data   | Hora  |       | Placar |       | Set 1 | Set 2 | Set 3 | Set 4 | Set 5 | Total   | Relatório |
| ------ | ----- | ----- | ------ | ----- | ----- | ----- | ----- | ----- | ----- | ------- | --------- |
| 22 ago | 14:00 | Japão | 2–3    | Irã   | 25–27 | 25–23 | 25–23 | 22–25 | 8–15  | 105–113 | Relatório |
| 23 ago | 16:30 | Índia | 3–1    | Japão | 19–25 | 25–19 | 25–21 | 25–23 |       | 94–88   | Relatório |
| 24 ago | 14:00 | Irã   | 3–0    | Índia | 25–20 | 25–10 | 25–19 |       |       | 75–49   | Relatório |

### Grupo C
|     |               |     | Jogos | Jogos | Jogos | Resultados | Resultados | Resultados | Resultados | Resultados | Resultados | Sets | Sets | Sets  | Pontos | Pontos | Pontos |
| Pos | Equipe        | Pts | T     | V     | D     | 3–0        | 3–1        | 3–2        | 2–3        | 1–3        | 0–3        | V    | P    | R     | V      | P      | R      |
| --- | ------------- | --- | ----- | ----- | ----- | ---------- | ---------- | ---------- | ---------- | ---------- | ---------- | ---- | ---- | ----- | ------ | ------ | ------ |
| 1   | Coreia do Sul | 6   | 2     | 2     | 0     | 2          | 0          | 0          | 0          | 0          | 0          | 6    | 0    | MAX   | 150    | 96     | 1.563  |
| 2   | Catar         | 2   | 2     | 1     | 1     | 0          | 0          | 1          | 0          | 0          | 1          | 3    | 5    | 0.600 | 157    | 170    | 0.924  |
| 3   | Kuwait        | 1   | 2     | 0     | 2     | 0          | 0          | 0          | 1          | 0          | 1          | 2    | 6    | 0.333 | 140    | 181    | 0.773  |

| Data   | Hora  |               | Placar |               | Set 1 | Set 2 | Set 3 | Set 4 | Set 5 | Total  | Relatório |
| ------ | ----- | ------------- | ------ | ------------- | ----- | ----- | ----- | ----- | ----- | ------ | --------- |
| 22 ago | 16:30 | Coreia do Sul | 3–0    | Catar         | 25–10 | 25–20 | 25–21 |       |       | 75–51  | Relatório |
| 23 ago | 14:00 | Kuwait        | 0–3    | Coreia do Sul | 15–25 | 13–25 | 17–25 |       |       | 45–75  | Relatório |
| 24 ago | 16:30 | Catar         | 3–2    | Kuwait        | 25–18 | 23–25 | 18–25 | 25–19 | 15–8  | 106–95 | Relatório |

### Grupo D
|     |                        |     | Jogos | Jogos | Jogos | Resultados | Resultados | Resultados | Resultados | Resultados | Resultados | Sets | Sets | Sets  | Pontos | Pontos | Pontos |
| Pos | Equipe                 | Pts | T     | V     | D     | 3–0        | 3–1        | 3–2        | 2–3        | 1–3        | 0–3        | V    | P    | R     | V      | P      | R      |
| --- | ---------------------- | --- | ----- | ----- | ----- | ---------- | ---------- | ---------- | ---------- | ---------- | ---------- | ---- | ---- | ----- | ------ | ------ | ------ |
| 1   | Tailândia              | 3   | 1     | 1     | 0     | 1          | 0          | 0          | 0          | 0          | 0          | 3    | 0    | MAX   | 75     | 51     | 1.471  |
| 2   | Emirados Árabes Unidos | 0   | 1     | 0     | 1     | 0          | 0          | 0          | 0          | 0          | 1          | 0    | 3    | 0,000 | 51     | 75     | 0.680  |

| Data   | Hora  |                        | Placar |           | Set 1 | Set 2 | Set 3 | Set 4 | Set 5 | Total | Relatório |
| ------ | ----- | ---------------------- | ------ | --------- | ----- | ----- | ----- | ----- | ----- | ----- | --------- |
| 23 ago | 16:30 | Emirados Árabes Unidos | 0–3    | Tailândia | 17–25 | 18–25 | 16–25 |       |       | 51–75 | Relatório |

### Grupo E
|     |            |     | Jogos | Jogos | Jogos | Resultados | Resultados | Resultados | Resultados | Resultados | Resultados | Sets | Sets | Sets  | Pontos | Pontos | Pontos |
| Pos | Equipe     | Pts | T     | V     | D     | 3–0        | 3–1        | 3–2        | 2–3        | 1–3        | 0–3        | V    | P    | R     | V      | P      | R      |
| --- | ---------- | --- | ----- | ----- | ----- | ---------- | ---------- | ---------- | ---------- | ---------- | ---------- | ---- | ---- | ----- | ------ | ------ | ------ |
| 1   | Bangladesh | 4   | 2     | 1     | 1     | 0          | 1          | 0          | 1          | 0          | 0          | 5    | 4    | 1.250 | 197    | 206    | 0.956  |
| 2   | Iraque     | 3   | 2     | 1     | 1     | 0          | 1          | 0          | 0          | 1          | 0          | 4    | 4    | 1,000 | 183    | 185    | 0.989  |
| 3   | Austrália  | 2   | 2     | 1     | 1     | 0          | 0          | 1          | 0          | 1          | 0          | 4    | 5    | 0.800 | 206    | 195    | 1.056  |

| Data   | Hora  |            | Placar |            | Set 1 | Set 2 | Set 3 | Set 4 | Set 5 | Total   | Relatório |
| ------ | ----- | ---------- | ------ | ---------- | ----- | ----- | ----- | ----- | ----- | ------- | --------- |
| 22 ago | 16:30 | Iraque     | 1–3    | Bangladesh | 25–19 | 24–26 | 19–25 | 22–25 |       | 90–95   | Relatório |
| 23 ago | 14:00 | Austrália  | 1–3    | Iraque     | 20–25 | 25–18 | 22–25 | 23–25 |       | 90–93   | Relatório |
| 24 ago | 16:30 | Bangladesh | 2–3    | Austrália  | 31–29 | 18–25 | 25–22 | 17–25 | 11–15 | 102–116 | Relatório |

### Grupo F
|     |              |     | Jogos | Jogos | Jogos | Resultados | Resultados | Resultados | Resultados | Resultados | Resultados | Sets | Sets | Sets  | Pontos | Pontos | Pontos |
| Pos | Equipe       | Pts | T     | V     | D     | 3–0        | 3–1        | 3–2        | 2–3        | 1–3        | 0–3        | V    | P    | R     | V      | P      | R      |
| --- | ------------ | --- | ----- | ----- | ----- | ---------- | ---------- | ---------- | ---------- | ---------- | ---------- | ---- | ---- | ----- | ------ | ------ | ------ |
| 1   | China        | 6   | 2     | 2     | 0     | 0          | 2          | 0          | 0          | 0          | 0          | 6    | 2    | 3,000 | 193    | 166    | 1.163  |
| 2   | Paquistão    | 2   | 2     | 1     | 1     | 0          | 0          | 1          | 0          | 1          | 0          | 4    | 5    | 0.800 | 183    | 192    | 0.953  |
| 3   | Taipé Chinês | 1   | 2     | 0     | 2     | 0          | 0          | 0          | 1          | 1          | 0          | 3    | 6    | 0.500 | 182    | 200    | 0.910  |

| Data   | Hora  |              | Placar |              | Set 1 | Set 2 | Set 3 | Set 4 | Set 5 | Total  | Relatório |
| ------ | ----- | ------------ | ------ | ------------ | ----- | ----- | ----- | ----- | ----- | ------ | --------- |
| 22 ago | 19:00 | China        | 3–1    | Paquistão    | 25–23 | 20–25 | 25–16 | 25–17 |       | 95–81  | Relatório |
| 23 ago | 19:00 | Taipé Chinês | 1–3    | China        | 25–23 | 22–25 | 16–25 | 22–25 |       | 85–98  | Relatório |
| 24 ago | 19:00 | Paquistão    | 3–2    | Taipé Chinês | 20–25 | 17–25 | 25–19 | 25–17 | 15–11 | 102–97 | Relatório |

## Fase final
- Todas as partidas seguiram o horário local (UTC+3).

|  | 1º–12º lugares         | 1º–12º lugares |                |   | Quartas de final | Quartas de final |              |              | Semifinais | Semifinais |  |  | Final | Final |
|  |                        |                |                |   |                  |                  |              |              |            |            |  |  |       |       |
|  |                        |                |                |   |                  |                  |              |              |            |            |  |  |       |       |
|  |                        |                |                |   |                  |                  |              |              |            |            |  |  |       |       |
|  |                        |                |                |   |                  |                  |              |              |            |            |  |  |       |       |
|  | 26 de agosto           |                |                |   |                  |                  |              |              |            |            |  |  |       |       |
|  |                        |                |                |   |                  |                  |              |              |            |            |  |  |       |       |
|  | Bahrein                | 1              |                |   |                  |                  |              |              |            |            |  |  |       |       |
|  | Bahrein                | 1              |                |   |                  |                  |              |              |            |            |  |  |       |       |
|  |                        |                | Índia          | 3 |                  |                  |              |              |            |            |  |  |       |       |
|  |                        |                | Índia          | 3 |                  |                  |              |              |            |            |  |  |       |       |
|  |                        |                | 28 de agosto   |   |                  |                  |              |              |            |            |  |  |       |       |
|  |                        |                |                |   |                  |                  |              |              |            |            |  |  |       |       |
|  | Índia                  | 3              |                |   |                  |                  |              |              |            |            |  |  |       |       |
|  | Índia                  | 3              | 26 de agosto   |   |                  |                  |              |              |            |            |  |  |       |       |
|  |                        | Tailândia      | 1              |   |                  |                  |              |              |            |            |  |  |       |       |
|  | Tailândia              | Tailândia      | 1              | 3 |                  |                  |              |              |            |            |  |  |       |       |
|  | Tailândia              | 27 de agosto   |                | 3 |                  |                  |              |              |            |            |  |  |       |       |
|  | Iraque                 | 2              |                |   |                  |                  |              |              |            |            |  |  |       |       |
|  | Iraque                 | 2              | Tailândia      | 3 |                  |                  |              |              |            |            |  |  |       |       |
|  | 26 de agosto           |                | Tailândia      | 3 |                  |                  |              |              |            |            |  |  |       |       |
|  |                        | China          | 2              |   |                  |                  |              |              |            |            |  |  |       |       |
|  | China                  | China          | 2              | 3 |                  |                  |              |              |            |            |  |  |       |       |
|  | China                  |                | 29 de agosto   | 3 |                  |                  |              |              |            |            |  |  |       |       |
|  | Emirados Árabes Unidos | 0              |                |   |                  |                  |              |              |            |            |  |  |       |       |
|  | Emirados Árabes Unidos | 0              | Índia          | 1 |                  |                  |              |              |            |            |  |  |       |       |
|  |                        |                | Índia          | 1 |                  |                  |              |              |            |            |  |  |       |       |
|  |                        | Irã            | 3              |   |                  |                  |              |              |            |            |  |  |       |       |
|  |                        | Irã            | 3              |   |                  |                  |              |              |            |            |  |  |       |       |
|  | 26 de agosto           |                |                |   |                  |                  |              |              |            |            |  |  |       |       |
|  |                        |                |                |   |                  |                  |              |              |            |            |  |  |       |       |
|  | Irã                    | 3              |                |   |                  |                  |              |              |            |            |  |  |       |       |
|  | Irã                    | 3              |                |   |                  |                  |              |              |            |            |  |  |       |       |
|  |                        |                | Arábia Saudita | 0 |                  |                  |              |              |            |            |  |  |       |       |
|  |                        |                | Arábia Saudita | 0 |                  |                  |              |              |            |            |  |  |       |       |
|  |                        |                | 28 de agosto   |   |                  |                  |              |              |            |            |  |  |       |       |
|  |                        |                |                |   |                  |                  |              |              |            |            |  |  |       |       |
|  | Irã                    | 3              |                |   |                  |                  |              |              |            |            |  |  |       |       |
|  | Irã                    | 3              | 26 de agosto   |   |                  |                  |              |              |            |            |  |  |       |       |
|  |                        | Coreia do Sul  | 1              |   | Terceiro lugar   | Terceiro lugar   |              |              |            |            |  |  |       |       |
|  | Coreia do Sul          | Coreia do Sul  | 1              | 3 | Terceiro lugar   | Terceiro lugar   |              |              |            |            |  |  |       |       |
|  | Coreia do Sul          | 27 de agosto   | 27 de agosto   | 3 |                  |                  | 29 de agosto | 29 de agosto |            |            |  |  |       |       |
|  | Paquistão              | 27 de agosto   | 27 de agosto   | 1 |                  |                  | 29 de agosto | 29 de agosto |            |            |  |  |       |       |
|  | Paquistão              | Coreia do Sul  | 3              | 1 | Tailândia        | 0                |              |              |            |            |  |  |       |       |
|  | 26 de agosto           | Coreia do Sul  | 3              |   | Tailândia        | 0                |              |              |            |            |  |  |       |       |
|  |                        | Bangladesh     | 0              |   | Coreia do Sul    | 3                |              |              |            |            |  |  |       |       |
|  | Bangladesh             | Bangladesh     | 0              | 3 | Coreia do Sul    | 3                |              |              |            |            |  |  |       |       |
|  | Bangladesh             |                |                | 3 |                  |                  |              |              |            |            |  |  |       |       |
|  | Catar                  | 2              |                |   |                  |                  |              |              |            |            |  |  |       |       |
|  | Catar                  | 2              |                |   |                  |                  |              |              |            |            |  |  |       |       |

|  | Quinto lugar |   |
|  |              |   |
|  | 28 de agosto |   |
|  |              |   |
|  | China        | 2 |
|  | China        | 2 |
|  | Bangladesh   | 3 |
|  | Bangladesh   | 3 |

|  | 7º–12º lugares         | 7º–12º lugares |              |   | 7º–10º lugares | 7º–10º lugares |            |  | Sétimo lugar | Sétimo lugar |
|  |                        |                |              |   |                |                |            |  |              |              |
|  |                        |                |              |   |                |                |            |  |              |              |
|  |                        |                |              |   |                |                |            |  |              |              |
|  |                        |                |              |   |                |                |            |  |              |              |
|  | 28 de agosto           |                |              |   |                |                |            |  |              |              |
|  |                        |                |              |   |                |                |            |  |              |              |
|  | Bahrein                | 3              |              |   |                |                |            |  |              |              |
|  | Bahrein                | 3              | 27 de agosto |   |                |                |            |  |              |              |
|  |                        |                | Iraque       | 0 |                |                |            |  |              |              |
|  | Iraque                 | 3              | Iraque       | 0 |                |                |            |  |              |              |
|  | Iraque                 | 3              | 29 de agosto |   |                |                |            |  |              |              |
|  | Emirados Árabes Unidos | 2              |              |   |                |                |            |  |              |              |
|  | Emirados Árabes Unidos | 2              | Bahrein      | 3 |                |                |            |  |              |              |
|  |                        |                | Bahrein      | 3 |                |                |            |  |              |              |
|  |                        | Paquistão      | 2            |   |                |                |            |  |              |              |
|  |                        | Paquistão      | 2            |   |                |                |            |  |              |              |
|  | 28 de agosto           |                |              |   |                |                |            |  |              |              |
|  |                        |                |              |   |                |                |            |  |              |              |
|  | Arábia Saudita         | 1              |              |   |                |                |            |  |              |              |
|  | Arábia Saudita         | 1              | 27 de agosto |   |                |                |            |  |              |              |
|  |                        |                | Paquistão    | 3 |                | Nono lugar     | Nono lugar |  |              |              |
|  | Paquistão              | 3              | Paquistão    | 3 |                | Nono lugar     | Nono lugar |  |              |              |
|  | Paquistão              | 3              | 29 de agosto |   |                |                |            |  |              |              |
|  | Catar                  | 0              |              |   |                |                |            |  |              |              |
|  | Catar                  | 0              | Iraque       | 1 |                |                |            |  |              |              |
|  |                        |                |              |   |                |                |            |  |              |              |
|  | Arábia Saudita         | 3              |              |   |                |                |            |  |              |              |
|  | Arábia Saudita         | 3              |              |   |                |                |            |  |              |              |

|  | Décimo primeiro lugar  |   |
|  |                        |   |
|  | 28 de agosto           |   |
|  |                        |   |
|  | Emirados Árabes Unidos | 0 |
|  | Emirados Árabes Unidos | 0 |
|  | Catar                  | 3 |
|  | Catar                  | 3 |

|  | 13º–17º lugares | 13º–17º lugares |              |   | 13º–16º lugares | 13º–16º lugares     |                     |  | Décimo terceiro lugar | Décimo terceiro lugar |
|  |                 |                 |              |   |                 |                     |                     |  |                       |                       |
|  |                 |                 |              |   |                 |                     |                     |  |                       |                       |
|  |                 |                 |              |   |                 |                     |                     |  |                       |                       |
|  |                 |                 |              |   |                 |                     |                     |  |                       |                       |
|  | 27 de agosto    |                 |              |   |                 |                     |                     |  |                       |                       |
|  |                 |                 |              |   |                 |                     |                     |  |                       |                       |
|  | Hong Kong       | 0               |              |   |                 |                     |                     |  |                       |                       |
|  | Hong Kong       | 0               |              |   |                 |                     |                     |  |                       |                       |
|  |                 |                 | Taipé Chinês | 3 |                 |                     |                     |  |                       |                       |
|  |                 |                 | Taipé Chinês | 3 |                 |                     |                     |  |                       |                       |
|  |                 |                 | 28 de agosto |   |                 |                     |                     |  |                       |                       |
|  |                 |                 |              |   |                 |                     |                     |  |                       |                       |
|  | Taipé Chinês    | 0               |              |   |                 |                     |                     |  |                       |                       |
|  | Taipé Chinês    | 0               |              |   |                 |                     |                     |  |                       |                       |
|  |                 | Japão           | 3            |   |                 |                     |                     |  |                       |                       |
|  |                 | Japão           | 3            |   |                 |                     |                     |  |                       |                       |
|  | 27 de agosto    |                 |              |   |                 |                     |                     |  |                       |                       |
|  |                 |                 |              |   |                 |                     |                     |  |                       |                       |
|  | Japão           | 3               |              |   |                 |                     |                     |  |                       |                       |
|  | Japão           | 3               | 26 de agosto |   |                 |                     |                     |  |                       |                       |
|  |                 |                 | Austrália    | 0 |                 | Décimo quinto lugar | Décimo quinto lugar |  |                       |                       |
|  | Austrália       | 3               | Austrália    | 0 |                 | Décimo quinto lugar | Décimo quinto lugar |  |                       |                       |
|  | Austrália       | 3               | 28 de agosto |   |                 |                     |                     |  |                       |                       |
|  | Kuwait          | 1               |              |   |                 |                     |                     |  |                       |                       |
|  | Kuwait          | 1               | Hong Kong    | 0 |                 |                     |                     |  |                       |                       |
|  |                 |                 |              |   |                 |                     |                     |  |                       |                       |
|  | Austrália       | 3               |              |   |                 |                     |                     |  |                       |                       |
|  | Austrália       | 3               |              |   |                 |                     |                     |  |                       |                       |

### 13º–17º lugares
| Data   | Hora  |           | Placar |        | Set 1 | Set 2 | Set 3 | Set 4 | Set 5 | Total | Relatório |
| ------ | ----- | --------- | ------ | ------ | ----- | ----- | ----- | ----- | ----- | ----- | --------- |
| 26 ago | 11:30 | Austrália | 3–1    | Kuwait | 23–25 | 25–23 | 25–14 | 25–18 |       | 98–80 | Relatório |

### 1º–12º lugares
| Data   | Hora  |               | Placar |                        | Set 1 | Set 2 | Set 3 | Set 4 | Set 5 | Total   | Relatório |
| ------ | ----- | ------------- | ------ | ---------------------- | ----- | ----- | ----- | ----- | ----- | ------- | --------- |
| 26 ago | 14:00 | Bangladesh    | 3–2    | Catar                  | 20–25 | 25–19 | 25–18 | 23–25 | 15–9  | 108–96  | Relatório |
| 26 ago | 16:30 | Coreia do Sul | 3–1    | Paquistão              | 23–25 | 25–21 | 25–23 | 25–20 |       | 98–89   | Relatório |
| 26 ago | 16:30 | Tailândia     | 3–2    | Iraque                 | 25–21 | 25–17 | 23–25 | 19–25 | 15–12 | 107–100 | Relatório |
| 26 ago | 19:00 | China         | 3–0    | Emirados Árabes Unidos | 25–20 | 25–14 | 25–7  |       |       | 75–41   | Relatório |

### 7º–12º lugares
| Data   | Hora  |           | Placar |                        | Set 1 | Set 2 | Set 3 | Set 4 | Set 5 | Total  | Relatório |
| ------ | ----- | --------- | ------ | ---------------------- | ----- | ----- | ----- | ----- | ----- | ------ | --------- |
| 27 ago | 11:30 | Iraque    | 3–2    | Emirados Árabes Unidos | 23–25 | 25–22 | 23–25 | 25–17 | 15–10 | 111–99 | Relatório |
| 27 ago | 14:00 | Paquistão | 3–0    | Catar                  | 25–19 | 25–16 | 27–25 |       |       | 77–60  | Relatório |

### Quartas de final
| Data   | Hora  |               | Placar |                | Set 1 | Set 2 | Set 3 | Set 4 | Set 5 | Total   | Relatório |
| ------ | ----- | ------------- | ------ | -------------- | ----- | ----- | ----- | ----- | ----- | ------- | --------- |
| 26 ago | 14:00 | Irã           | 3–0    | Arábia Saudita | 25–20 | 25–15 | 25–21 |       |       | 75–56   | Relatório |
| 26 ago | 19:00 | Bahrein       | 1–3    | Índia          | 22–25 | 19–25 | 28–26 | 24–26 |       | 93–102  | Relatório |
| 27 ago | 16:30 | Tailândia     | 3–2    | China          | 25–19 | 20–25 | 25–22 | 22–25 | 15–12 | 107–103 | Relatório |
| 27 ago | 19:00 | Coreia do Sul | 3–0    | Bangladesh     | 25–15 | 25–13 | 25–20 |       |       | 75–48   | Relatório |

### 13º–16º lugares
| Data   | Hora  |              | Placar |           | Set 1 | Set 2 | Set 3 | Set 4 | Set 5 | Total | Relatório |
| ------ | ----- | ------------ | ------ | --------- | ----- | ----- | ----- | ----- | ----- | ----- | --------- |
| 27 ago | 16:30 | Taipé Chinês | 3–0    | Hong Kong | 25–20 | 25–16 | 25–17 |       |       | 75–53 | Relatório |
| 27 ago | 19:00 | Austrália    | 0–3    | Japão     | 21–25 | 14–25 | 14–25 |       |       | 49–75 | Relatório |

### Décimo quinto lugar
| Data   | Hora  |           | Placar |           | Set 1 | Set 2 | Set 3 | Set 4 | Set 5 | Total | Relatório |
| ------ | ----- | --------- | ------ | --------- | ----- | ----- | ----- | ----- | ----- | ----- | --------- |
| 28 ago | 14:00 | Hong Kong | 0–3    | Austrália | 21–25 | 22–25 | 20–25 |       |       | 63–75 | Relatório |

### Décimo terceiro lugar
| Data   | Hora  |              | Placar |       | Set 1 | Set 2 | Set 3 | Set 4 | Set 5 | Total | Relatório |
| ------ | ----- | ------------ | ------ | ----- | ----- | ----- | ----- | ----- | ----- | ----- | --------- |
| 28 ago | 16:30 | Taipé Chinês | 0–3    | Japão | 14–25 | 22–25 | 22–25 |       |       | 58–75 | Relatório |

### Décimo primeiro lugar
| Data   | Hora  |                        | Placar |       | Set 1 | Set 2 | Set 3 | Set 4 | Set 5 | Total | Relatório |
| ------ | ----- | ---------------------- | ------ | ----- | ----- | ----- | ----- | ----- | ----- | ----- | --------- |
| 28 ago | 19:00 | Emirados Árabes Unidos | 0–3    | Catar | 16–25 | 21–25 | 19–25 |       |       | 56–75 | Relatório |

### 7º–10º lugares
| Data   | Hora  |                | Placar |           | Set 1 | Set 2 | Set 3 | Set 4 | Set 5 | Total | Relatório |
| ------ | ----- | -------------- | ------ | --------- | ----- | ----- | ----- | ----- | ----- | ----- | --------- |
| 28 ago | 11:30 | Bahrein        | 3–0    | Iraque    | 25–21 | 25–21 | 25–17 |       |       | 75–59 | Relatório |
| 28 ago | 11:30 | Arábia Saudita | 1–3    | Paquistão | 26–28 | 25–14 | 24–26 | 18–25 |       | 93–93 | Relatório |

### Nono lugar
| Data   | Hora  |        | Placar |                | Set 1 | Set 2 | Set 3 | Set 4 | Set 5 | Total | Relatório |
| ------ | ----- | ------ | ------ | -------------- | ----- | ----- | ----- | ----- | ----- | ----- | --------- |
| 29 ago | 11:30 | Iraque | 1–3    | Arábia Saudita | 19–25 | 25–11 | 18–25 | 18–25 |       | 80–86 | Relatório |

### Sétimo lugar
| Data   | Hora  |         | Placar |           | Set 1 | Set 2 | Set 3 | Set 4 | Set 5 | Total   | Relatório |
| ------ | ----- | ------- | ------ | --------- | ----- | ----- | ----- | ----- | ----- | ------- | --------- |
| 29 ago | 14:00 | Bahrein | 3–2    | Paquistão | 22–25 | 25–18 | 23–25 | 25–21 | 15–12 | 110–101 | Relatório |

### Quinto lugar
| Data   | Hora  |       | Placar |            | Set 1 | Set 2 | Set 3 | Set 4 | Set 5 | Total   | Relatório |
| ------ | ----- | ----- | ------ | ---------- | ----- | ----- | ----- | ----- | ----- | ------- | --------- |
| 28 ago | 14:00 | China | 2–3    | Bangladesh | 30–32 | 19–25 | 25–23 | 25–22 | 13–15 | 112–117 | Relatório |

### Semifinais
| Data   | Hora  |       | Placar |               | Set 1 | Set 2 | Set 3 | Set 4 | Set 5 | Total | Relatório |
| ------ | ----- | ----- | ------ | ------------- | ----- | ----- | ----- | ----- | ----- | ----- | --------- |
| 28 ago | 16:30 | Índia | 3–1    | Tailândia     | 25–21 | 23–25 | 25–19 | 25–18 |       | 98–83 | Relatório |
| 28 ago | 19:00 | Irã   | 3–1    | Coreia do Sul | 25–22 | 24–26 | 25–17 | 25–19 |       | 99–84 | Relatório |

### Terceiro lugar
| Data   | Hora  |           | Placar |               | Set 1 | Set 2 | Set 3 | Set 4 | Set 5 | Total | Relatório |
| ------ | ----- | --------- | ------ | ------------- | ----- | ----- | ----- | ----- | ----- | ----- | --------- |
| 29 ago | 16:30 | Tailândia | 0–3    | Coreia do Sul | 29–31 | 16–25 | 14–25 |       |       | 59–81 | Relatório |

### Final
| Data   | Hora  |       | Placar |     | Set 1 | Set 2 | Set 3 | Set 4 | Set 5 | Total | Relatório |
| ------ | ----- | ----- | ------ | --- | ----- | ----- | ----- | ----- | ----- | ----- | --------- |
| 29 ago | 19:00 | Índia | 1–3    | Irã | 12–25 | 19–25 | 25–22 | 15–25 |       | 71–97 | Relatório |

## Classificação final
| Posição | Equipe                 |
| ------- | ---------------------- |
|         | Irã                    |
|         | Índia                  |
|         | Coreia do Sul          |
| 4       | Tailândia              |
| 5       | Bangladesh             |
| 6       | China                  |
| 7       | Bahrein                |
| 8       | Paquistão              |
| 9       | Arábia Saudita         |
| 10      | Iraque                 |
| 11      | Catar                  |
| 12      | Emirados Árabes Unidos |
| 13      | Japão                  |
| 14      | Taipé Chinês           |
| 15      | Austrália              |
| 16      | Hong Kong              |
| 17      | Kuwait                 |

|  | Equipes classificadas para o Campeonato Mundial Sub-21 de 2023 |

## Premiações
| Campeonato Asiático Sub-20 de 2022 |
| Irã                                |
| ---------------------------------- |
| Irã Campeão (7º título)            |

### Individuais
Os atletas que se destacaram individualmente foramː
| - Most Valuable Player (MVP) Amir Mohammad Golzadeh - Melhor Oposto Amir Mohammad Golzadeh - Melhor Levantador Arshia Behnezhad - Melhor Líbero Karthikeyan K. | - Melhores Ponteiros Lee Yun-soo Kittipong Sangsak - Melhores Centrais Dushyant Singh Erfan Norouzi |